# سهيل سامي نادر
سهيل سامي نادر (مواليد 1943) هو صحفي وناقد فني وروائي وكاتب عراقي.

## حياته
ولد سهيل في البصرة عام 1943.

## مؤلفاته
1. التل (رواية)، دار المدى، بغداد - 2007.[2]
2. سوء حظ: ذكريات صحفي في زمن الانقلابات، المدى للنشر والتوزيع، بغداد - 2020.[3][4][5]
3. نزولا من عتبات البيت، المدى للإعلام والثقافة والفنون، بغداد - 2020.[6]
4. شاكر حسن آل سعيد: سيرة فنية وفكرية، دار ميزوبوتاميا للطباعة والنشر والتوزيع، بغداد - 2016.
5. الخشن والناعم، القسم الاول، دار الأديب، عمان - 2013.
6. الخشن والناعم ، القسم الثاني ، دار الأديب، عمان- 2014
7. حي 14تموز ، رواية ، دار المدى ، بغداد ، 2023
8. الريفيرا العربي وحمّى النحمة ، روايتان قصيرتان ، دار المدى، بغداد، 2024

## عضوية ومناصب
- عضو في جمعية الفانين التشكيليين العراقيين.
- عضو في نقابة الصحفيين العراقيين.
- عضو في الاتحاد العام للأدباء والكتاب في العرق.
- من مؤسسي رابطة النقد الفني في العراق